# Критичний період
У психології розвитку та біології розвитку, крити́чний пері́од (англ. critical period) — це стадія дозрівання в життєвому циклі організму, під час якої нервова система особливо чутлива до певних стимулів навколишнього середовища. Якщо з якихось причин організм не отримує відповідного стимулу протягом цього «критичного періоду», формування обумовленої навички чи характерної риси може бути складним, зрештою, менш успішним, або навіть стає неможливим розвивати певні асоційовані функції в подальшому житті. Функції, які незамінні для виживання організму, такі як зір, розвиваються в критичні періоди. «Критичний період» також стосується здатності опанувати першу мову. Дослідники встановили, що люди, які оминули «критичний період» не володіють своєю першою мовою.
Деякі дослідники розрізняють «сильні критичні періоди» та «слабкі критичні періоди» (також відомі як «чутливі» періоди) — визначаючи «слабкі критичні періоди»/«чутливі періоди» як більш тривалі періоди, після яких навчання все ще можливо. Інші дослідники вважають їх одним і тим же явищем.
Наприклад, вважається, що критичний період для розвитку бінокулярного зору у дитини становить від трьох до восьми місяців, за умови, що чутливість до пошкодження подовжується до віку не менше трьох років. Потім було виявлено критичні періоди для розвитку слуху та вестибулярного апарату.

## Пам'ять
Останні дослідження також підтверджують можливість критичного періоду у розвитку нейронів, що опосередковують функціонування пам'яті. Експериментальні дані підтверджують уявлення про те, що молодим нейронам в зубчастій звивині дорослої людини властивий критичний період (близько 1-3 тижнів після нейронного народження (англ. neuronal birth)), впродовж якого вони залучені у формування пам'яті   . Хоча детальне обґрунтування цього спостереження відсутнє, дослідження припускають, що функціональні властивості нейронів у цьому віці роблять їх найпридатнішими для цієї мети; ці нейрони: (1) залишаються гіперактивними під час формування пам'яті; (2) є більш збудливими; та (3) легше деполяризуються через ГАМК-ергічні ефекти. Також можливо, що гіперпластичність робить нейрони придатнішими для формування пам’яті. Якби ці молоді нейрони мали більшу пластичність, ніж нейрони дорослих в тому ж контексті, вони були б впливовішими в меншій кількості. Роль цих нейронів зубчастої звивини дорослої людини у функціонування пам'яті додатково підтверджується тим, що поведінкові експерименти показали, що неушкоджена зубчаста звивина залучається до гіпокампального формування пам'яті. Припускається, що зубчаста звивина діє як ретрансляційна станція для інформації, що стосується зберігання пам'яті. Наявність критичного періоду змінила б наше уявлення про функціонування пам'яті, бо це зрештою означало б, що скупчення наявних нейронів постійно поповнюється, оскільки нові нейрони замінюють старі.

## Спорт
У спорті, людині потрібно кілька років практики, перш ніж досягти найвищого рівня конкурентоспроможності. Нині жоден із футболістів чи баскетболістів, що почали тренуватися у двадцятирічному віці, не грає в вищих лігах. Це ж стосується розумових видів спорту, таких як шахи, де жоден із гравців, що почали тренуватися у двадцятирічному віці, не потрапив до 100 найкращих. Загалом, чим раніше людина починає тренуватися, тим у неї більше шансів досягти найвищого рівня у спорті.